# Буряк, Борис Спиридонович
Борис Спиридонович Буряк (24 июля [6 августа] 1913, Варваровка, Харьковская губерния, Российская империя — 20 ноября 1993, Киев, Украина) — советский и украинский литературовед, критик и писатель. Доктор филологических наук (1966), лауреат Всесоюзной (1972) и Республиканской премии в отрасли литературно-художественной критики (1974) и премии Союза кинематографистов Украины (1980).

## Биография
Борис Спиридонович Буряк родился 24 июля [6 августа] 1913 года в селе Варваровка, в семье железнодорожника.
С 1932 года начал печататься как рабочий корреспондент, впоследствии сотрудник рубежской газеты «Червоний прапор». С 1937 года выступал с литературно-критическими статьями в украинских и советских газетах и журналах.
В 1939 году окончил Киевский университет имени Тараса Шевченко. В 1939—1941 годах работал ответственным секретарём журнала «Литературная критика», в 1941—1942 годах — директором средней школы в РСФСР.
Участвовал в Великой Отечественной войне, был старшим лейтенантом, работал военным корреспондентом и инструктором-литератором военной газеты «На разгром врага» в 1942—1945 годах. В послевоенные годы, в 1945—1946 годах работал заведующим отделом издательства «Молодь». Член Коммунистической партии Советского Союза с 1945 года.
В 1946—1949 годах работал ответственным секретарём, заместителем представителя редактора журнала «Радянський Львів», в 1949—1951 годах — главным редактором издательства «Вільна Україна» во Львове, в 1952—1958 годах — председателем Комиссии теории литературы и критики Союза писателей Украины, в 1959—1961 годах — главным редактором киностудии имени Александра Довженко, в 1964—1972 годах — старшим научным сотрудником Института литературы имени Тараса Шевченко, в 1972—1976 годах — заведующим отделом киноведения Института искусствоведения, фольклористики и этнологии имени Максима Рыльского, в 1976—1991 годах — заведующим кафедрой киноведения, в 1979—1986 годах — главным редактором журнала «Мистецтво кіно».
С 1938 года был членом Союза писателей Украины и Союза кинематографистов Украины с 1978 года.
После распада СССР и до конца своей жизни, в 1991—1993 годах, работал профессором Киевского университета театра, кино и телевидения имени Ивана Карпенко-Карого.
Умер 20 ноября 1993 года в возрасте 80 лет в Киеве. Похоронен на Байковом кладбище.

## Творчество
- У сім’ї щасливій. Л., 1949
- Тарас Журба. К., 1951
- Літературні портрети. Л., 1952
- Служіння народові. К., 1954
- Образ нашого сучасника. К., 1960
- Яків Качура: Життя і творчість. К., 1962
- За законами краси. К., 1963
- Наука. Література. Герой. К., 1969
- Художник і життя. К., 1973
- Прогрес і світ прекрасного. К., 1974
- На захист людських емоцій. К., 1986

Выступил сценаристом документального фильма «Ярослав Галан» (1962) и одним из авторов и редакторов трёхтомной энциклопедии «Історія українського радянського кіно» (первые два тома, 1986—1987).

## Критика
Следуя канонам социалистического реализма, в то же время выдвигал в своих критических выступах эстетические критерии, оценки литературных произведений, главным образом — проявлениям категории прекрасного в художественном творчестве Буряка трактует его на широком материале литературы, кино и других видов искусства, связывающего с эмоциональным миром человека, таланта, художественного характера.Энциклопедия современной Украины

## Награды
- Орден «Знак Почёта»
- Медаль «За победу над Германией в Великой Отечественной войне 1941—1945 гг.»[3]
- Заслуженный деятель науки и техники УССР[4]
- 1972 — Всесоюзная премия в отрасли литературно-художественной критики
- 1974 — Республиканская премия в отрасли литературно-художественной критики
- 1980 — Премия Союза кинематографистов Украины